# Francisco Valdés Subercaseaux
Francisco Valdés Subercaseaux O.F.M.Cap (Santiago, 23 de septiembre de 1908-Pucón, 4 de enero de 1982) fue un misionero y prelado chileno perteneciente a la Orden de los Hermanos Menores Capuchinos, de la que fue el primer religioso de su país, y fue además el primer obispo de la Diócesis de Osorno. 
Actualmente se encuentra en proceso de canonización y, en reconocimiento de la heroicidad de sus virtudes, el 7 de noviembre de 2014 fue declarado Venerable por el papa Francisco.

## Primeros años de vida
Bautizado en la parroquia de San Miguel, Santiago, el 24 de septiembre de 1908, día siguiente al de su nacimiento, con el nombre de Maximiano María Antonio Miguel, fue hijo de Horacio Valdés Ortúzar y Blanca Subercaseaux Errázuriz, matrimonio profundamente cristiano. Tuvo por hermanos a María, Margarita, Blanca y Gabriel, este último un destacado político chileno. Gracias a un permiso especial del Papa San Pío X, atendida su corta edad, hizo su Primera Comunión el 30 de marzo de 1913, domingo 'in albis'. El 11 de abril de 1914 recibió el sacramento de la confirmación de manos de monseñor Juan Ignacio González Eyzaguirre. Realizó sus estudios primarios en el Colegio San Ignacio, en su ciudad natal. A los 17 años viajó con sus padres a Europa, donde siente el llamado de Dios.

## Vida religiosa
En Roma discierne su vocación y en 1927 decide ingresar al Pontificio Colegio Pío Latino Americano, o Seminario Pío Latinoamericano. Recibe el grado de Doctor en Filosofía por la Pontificia Universidad Gregoriana en 1929. Al año siguiente, 1930, profundamente motivado por la espiritualidad de San Francisco de Asís, decide ingresar a la orden de los Hermanos Menores Capuchinos en Baviera, recibiendo el nombre religioso de Fray Francisco José de San Miguel. Al profesar los primeros votos, se convierte en el primer capuchino chileno el 27 de enero de 1931. Recibe la formación franciscana - capuchina en Alemania e Italia. Obtiene el grado de doctor en teología y, luego de emitir su profesión religiosa perpetua y solemne el 2 de febrero de 1934, es ordenado sacerdote en Venecia el 17 de marzo de 1934.
En 1935 es enviado de regreso a Chile para servir como misionero en el Vicariato Apostólico de la Araucanía, actualmente Diócesis de Villarrica. Primeramente se desempeña como formador y profesor de filosofía en el Seminario Mayor de San Fidel, en San José de la Mariquina, para luego ser designado vicario cooperador en la parroquia de Boroa y director espiritual de la congregación de las Hermanas Misioneras Catequistas de Boroa.

### Misionero
Fue párroco y misionero en Pucón entre 1943 y 1956. Su persona y forma de ser impresionan a mucha gente, que al verlo recorrer a pie largas distancias por llanos y cordilleras, sienten la presencia y el amor de Cristo vivo y actuante entre ellos. Durante su apostolado destaca la cercanía que establece con el pueblo mapuche. 
Inició muchas obras en beneficio del pueblo y la iglesia de Pucón: el Hospital San Francisco (1947), el Monasterio de Santa Clara de las hermanas clarisas capuchinas, la gruta de Nuestra Señora de Lourdes en la península de Pucón, capillas en Caburgua, Huife y la Iglesia San Sebastián de Curarrehue (1953); el Cristo de Antumalal, ubicado a la entrada de Pucón, y el Cristo del Tromen, ubicado en el Paso Internacional Mamuil Malal (Curarrehue), en la frontera entre Chile y Argentina, como signo y garantía de paz entre ambos pueblos.
Según el testimonio de la gente que lo conoció, la pobreza, la austeridad, la oración, el espíritu de penitencia, la paz, la humildad y el amor a los más pobres, todo ello fruto de su profunda entrega a Dios y amor filial a Su Madre, la Virgen, eran sus grandes pasiones.
Las numerosas piezas artísticas que él pinta y talla, testimonian su sentido artístico y su profundo amor y devoción a Cristo Crucificado, y además sirven para financiar sus numerosas obras.
Su amor y preocupación por la liturgia y la música sagrada, de las que como párroco da testimonio de ser un profundo conocedor, son también características que lo distinguen a lo largo de toda su vida, de lo que años más tarde, entre otros escritos, daría cuenta su libro Concilio y Música Sagrada, que publica en 1966 cuando ya era obispo, y presidía la Comisión Episcopal de Liturgia. Esta publicación compendia las enseñanzas de la Iglesia en materia de música litúrgica y guía para el correcto desempeño y desarrollo de este ministerio.

### Obispo
A fines de 1955 el papa Pío XII crea la Diócesis de Osorno, nombrando a fray Francisco su obispo y encomendándole la labor de organizarla. Su consagración episcopal tiene lugar el 16 de septiembre de 1956 en la iglesia del Sagrado Corazón de Providencia, en Santiago. Consagrantes son el Nuncio Apostólico, monseñor Sebastiano Baggio; monseñor Guido Beck de Ramberga, vicario apostólico de la Araucanía, y monseñor Manuel Larraín Errázuriz, obispo de Talca. Su lema episcopal expresa todo su amor, entrega e intimidad para con Dios; lo que conlleva, a su vez, una gran entrega al servicio de la Iglesia: “Señor, Tú sabes que te quiero”. (Jn. 21,17)
Con amor, obediencia y fe se entrega a esa misión, buscando religiosos y religiosas para la atención de la diócesis, creando parroquias y establecimientos educacionales. Desde 1962 a 1965 participó en las cuatro sesiones del Concilio Vaticano II. En 1977 inaugura la nueva Catedral San Mateo de Osorno, con la asistencia de numerosos obispos chilenos, puesto que la anterior había caído durante el terremoto de Valdivia en 1960.

## Muerte
A los dos meses de celebrar su jubileo de 25 años de episcopado, su salud se deteriora y se le detecta un cáncer gástrico que es declarado incurable. Monseñor Valdés pide pasar sus últimos días con sus hermanos capuchinos en la Araucanía, donde había iniciado su trabajo misionero.
Uno de los hechos que marcó su muerte, fue su entrega total y absoluta en las manos de Dios; la que ocurre el 4 de enero de 1982 en el Hospital San Francisco de Pucón. Antes de morir, también manifestó su preocupación por el entonces conflicto limítrofe entre Chile y Argentina.

Ofrezco mi vida por el Papa, por la Iglesia, por la diócesis de Osorno, por los pobres, por la paz entre Chile y Argentina, y por el triunfo del amor
Ultimas palabras de Francisco Valdés Subercaseaux.

## Homenajes públicos a su memoria
En Osorno y en Pucón, sendas fundaciones fueron creadas para dar a conocer su figura y su obra, continuar su labor apostólica y social, y colaborar en los trabajos de su glorificación.
Desde el 21 de junio de 2006, la ruta internacional hacia Argentina, en la Región de La Araucanía, Chile, desde Freire a la frontera con dicho país, lleva el nombre de Camino Internacional Monseñor Francisco Valdés Subercaseaux.
Por Ley de la República N° 20.188, publicada el 17 de mayo de 2007, se autorizó a erigir un monumento a la memoria de Monseñor Francisco Valdés en la Ruta S-199 Freire-Villarrica-Mamuil Malal, Camino Internacional Monseñor Francisco Valdés Subercaseaux, y otro en la ciudad de Osorno. El primero de los cuales, ubicado en Pucón, es obra del escultor chileno Francisco Gazitúa y fue inaugurado en 2013.
En septiembre de 2008, Correos de Chile emitió dos sellos postales para conmemorar el centenario de su natalicio.
El Ministerio de Bienes Nacionales de Chile, en colaboración con la Fundación Fray Francisco Valdés Subercaseaux, creó la Ruta Patrimonial N° 61, denominada "Padre Pancho. Misionero en la Araucanía", la que abarca los territorios de las comunas de Freire, Villarrica, Pucón y Curarrehue, y se estructura a lo largo del Camino Internacional Monseñor Francisco Valdés Subercaseaux. Teniendo por inicio la Capilla Santa Clara de Puquereo, en Freire, y finalizando en el Cristo del Tromen, cerca del Paso Internacional Mamuil Malal, se trata de un circuito desarrollado en el área recorrida por Fray Francisco Valdés durante sus años de párroco de Pucón (1943-1956) y que despliega imponentes paisajes y atraviesa 18 hitos que encarnan sus obras materiales y espirituales, las que han ido tejiendo el sentimiento colectivo de cada lugar donde él peregrinó, poniendo en valor su relevante legado religioso, social y artístico en la IX Región de la Araucanía. La Ruta Patrimonial "Padre Pancho. Misionero en la Araucanía" forma parte de la "Ruta Binacional de la Fe" entre Chile y Argentina.

## Proceso de beatificación
Sus restos reposan en la cripta de la Catedral de Osorno, a la que acuden continuamente numerosas personas a orar y pedir favores por su intercesión. 
En 1998 se inició su proceso de beatificación, y con fecha 7 de noviembre de 2014 ha sido declarado Venerable por el papa Francisco, quien ha autorizado a la Congregación para las Causas de los Santos la promulgación del decreto que declara sus virtudes heroicas. El proceso sigue en curso.